# Santa Rosae
Santa Rosae war eine Insel im Santa-Barbara-Kanal vor der Küste Kaliforniens.
Die Insel bestand während der letzten Eiszeit, die in Amerika als Wisconsin glaciation bezeichnet wird, als der Meeresspiegel erheblich niedriger lag. Sie besaß vermutlich eine Größe von 1842 Quadratkilometern und lag sieben Kilometer vor der Küste. Nach dem Anstieg des Meeresspiegels am Ende des Pleistozäns vor etwa 9500 Jahren wurde Santa Rosae teilweise überschwemmt, ihre Überreste bilden seitdem die vier nördlichen Kanalinseln San Miguel, Santa Rosa, Santa Cruz und Anacapa.
Auf der Insel lebten Populationen von Landsäugetieren wie der Insel-Graufuchs, der heute noch auf den Kanalinseln endemisch ist, und das ausgestorbene Zwergmammut. Es wurde deshalb diskutiert, ob die Insel je mit dem kalifornischen Festland verbunden war. Die Insel Anacapa trennt ein 230 Meter tiefer Kanal vom Festland, der auch während der Eiszeit immer noch über 100 Meter tief gewesen sein muss. Es wird mittlerweile davon ausgegangen, dass Mammuts wie die heutigen Elefanten gut genug schwimmen konnten, um eine Distanz von einigen Kilometern zu überwinden.
Da auf der Insel Santa Rosa die Überreste des Arlington Springs Man gefunden und auf ein Alter 13.000 Jahren datiert wurden, gab es Spekulationen, dass die Füchse von Menschen auf die Insel gebracht wurden. Mit Hilfe verschiedener archäologischer und anatomischer Untersuchungen und der Analyse mitochondrialer DNA konnten Biologen nachweisen, dass die Füchse schon vor 16.000 Jahren auf die nördlichen Kanalinseln gelangt sein müssen, bevor Menschen den amerikanischen Kontinent besiedelten.